# Giuliana Lojodice
Giuliana Lojodice (n. 12 august 1940, Bari, Italia) este o actriță italiană.